# SAR-Lupe

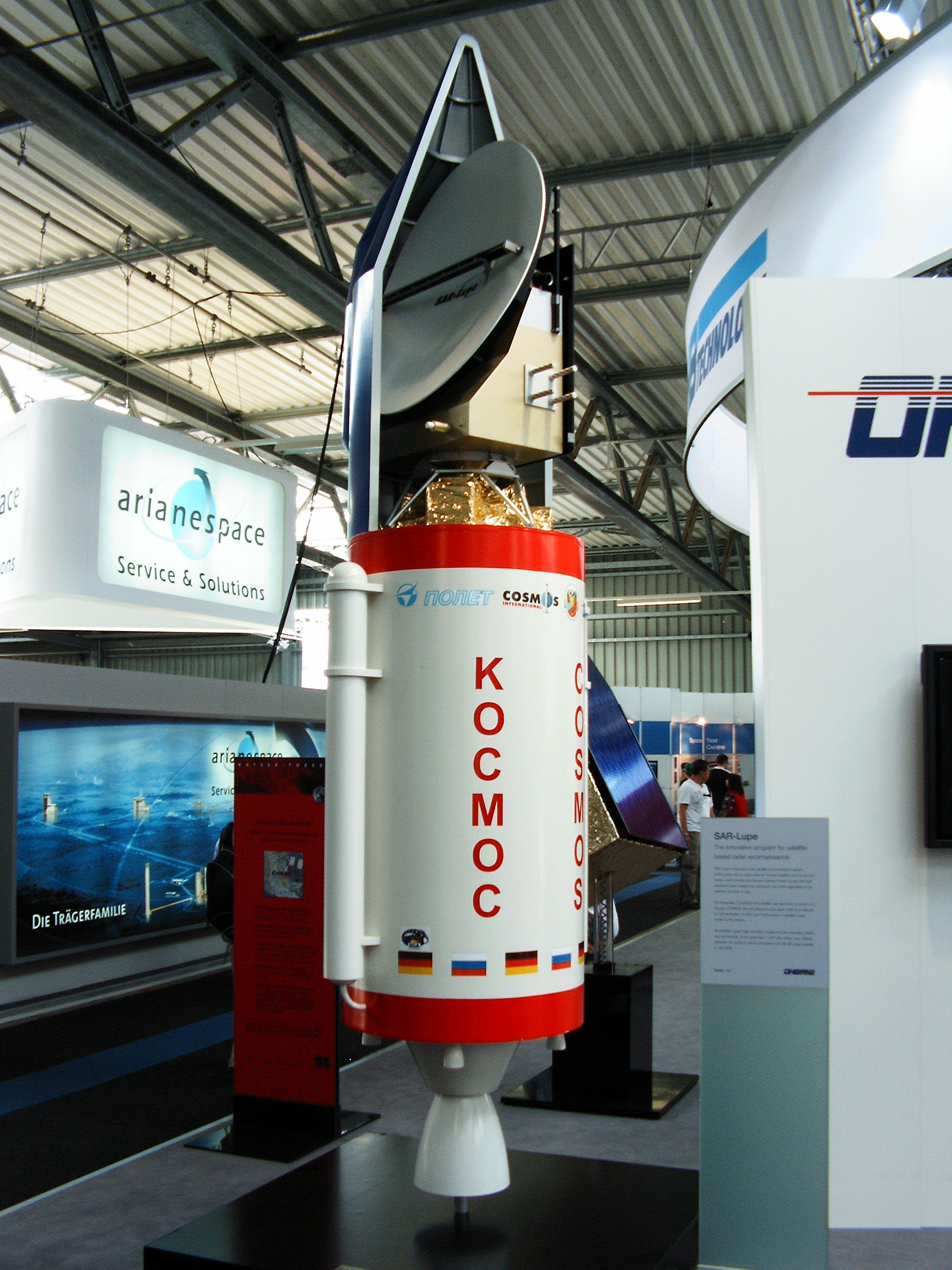
SAR-Lupe i Kosmos (atrapa)

SAR-Lupe – pierwsza niemiecka konstelacja satelitów wywiadowczych. Składa się z 5 identycznych satelitów i jednej stacji naziemnej. System osiągnął pełną sprawność 22 lipca 2008 roku. Jego działanie planuje się na co najmniej 10 lat.
Projekt został sfinansowany przez niemieckie ministerstwo obrony i federalne biuro technik obronnych. Do zdań SAR-Lupe należy:
- zapewnienie stałego monitoringu, bez względu na warunki pogodowe i pory dnia, obszarów kryzysowych i dotkniętych klęskami żywiołowymi
- pomoc w planowaniu i przygotowywaniu operacji militarnych i pokojowych
- pomoc w rozmieszczaniu wojsk

30 lipca 2002 Niemcy i Francja podpisały porozumienie o współpracy, na mocy którego niemiecki SAR-Lupe wejdzie w skład europejskiego system rozpoznawczego (konstelacje Helios II, COSMO-SkyMed, Pléiades, TerraSAR-X).

## Satelity
Satelity wynoszono, w przybliżeniu, co pół roku. Wszystkie rakietami Kosmos 3M z kosmodromu Plesieck.
- SAR-Lupe 1 – 19 grudnia 2006, z około rocznym opóźnieniem
- SAR-Lupe 2 – 2 lipca 2007
- SAR-Lupe 3 – 1 listopada 2007
- SAR-Lupe 4 – 27 marca 2008
- SAR-Lupe 5 – 22 lipca 2008

### Budowa
Każdy z satelitów ma wymiary 4×3×2 m i waży ok. 770 kg. Jest stabilizowany trójosiowo. Pozycja statku jest wyznaczana za pomocą czujników Słońca i gwiazd, a zmieniana jest z pomocą żyroskopów i silniczków na hydrazynę. Satelity zużywają średnio 250 W energii elektrycznej, gromadzonej w ogniwach NiH2. Przewidywany czas pracy satelity wynosi 10 lat.

### Łączność
Łączność radiowa odbywa się w paśmie X (pobieranie danych za pomocą anteny radaru) i jest szyfrowana. Wysyłanie danych odbywa się w paśmie S i również jest szyfrowane. Dodatkowo, satelity mogą łączyć się między sobą w celu wymiany danych (pasmo S). Każdy satelita wyposażony jest też w 128 Gb pamięci stałej.

### Orbita
Pięć satelitów będzie zajmowało trzy płaszczyzny orbitalne na wysokości 500 km i nachyleniach bliskich polarnym. Na płaszczyźnie 1 będą znajdowały się 2 satelity, na płaszczyźnie 2 jeden, i na płaszczyźnie 3 dwa statki. Kąt między płaszczyznami 1 i 2 wynosić będzie 64°, a między 2 i 3, 65,6°.

### Radar
Satelity są wyposażone w radar o syntetycznej aperturze (SAR), co umożliwia im wykonywanie zdjęć o wysokiej rozdzielczości bez względu na warunki atmosferyczne. Radary działają w paśmie X i korzystają z nieruchomej anteny o średnicy 3,3 m. Mogą one działać w dwóch trybach:
- punktowym (spotlight) – rozdzielczość 50 cm, pole widzenia 5,5 km
- pasmowym (stripmap) – rozdzielczość 1 m, pole widzenia 8×60 km

### Część naziemna
Stacja naziemna mieści się w Zentrum für Nachrichtenwesen der Bundeswehr w Gelsdorf. Odpowiada ona za kontrolę satelitów oraz odbiór i analizę danych. W pozimnowojennym bunkrze należącym do ośrodka, mieścić się będzie archiwum danych.

## Wykonawcy
Satelity i urządzenia naziemne projektuje i wykonuje wiele firm. Głównymi wykonawcami są:
- OHB-System AG
- LSE Space Engineering & Operations AG.

Pozostali:
- Alcatel Alenia Space i Saab Ericsson (anteny SAR)
- Carlo Gavazzi Space, TESAT-Spacecom GmbH (opracowanie specjalnych wzmacniaczy)
- RST Radar Systemtechnik GmbH, Thales, EADS (urządzenia naziemne)
- Niemiecka Agencja Kosmiczna – wystrzelenie i początkowe działania na orbicie, oraz wsparcie w obsłudze systemu